# Castello-ricetto di Ghemme
Il castello-ricetto di Ghemme fu edificato tra il XI ed il XV secolo su iniziativa degli stessi abitanti, per far fronte alle incursioni ed ai saccheggi dei Francesi e degli Spagnoli e come rifugio per la popolazione e le derrate alimentari.
Nel 1467, fu ospitato il duca di Milano Galeazzo Maria Sforza, per concludere le rivalità aperte da alcuni anni con il Ducato di Savoia firmando la pace di Ghemme.
Si presenta di forma rettangolare, lungo 153 metri e largo 83, si estende su una superficie totale di 12.000 m² e sorge a nord-ovest del paese, fiancheggiato a ponente dal corso della roggia Mora.
In origine il castello era circondato da un fossato, colmato nel XIX secolo, e da mura di cinta perimetrali alte circa quattro metri, con merlatura alla ghibellina, parzialmente visibili ancora oggi su tre dei quattro lati.
È solcato al centro, per tutta la sua lunghezza, da una strada principale, sulla quale si affacciano due fasce di edifici contrapposti. Da qui si dipartono vicoli secondari e sottoporticati che formano altri isolati irregolari con cortili e cortiletti centrali. In origine la via principale non aveva sbocco sui due lati, ma era chiusa dalle mura e dal fossato. L'accesso era possibile unicamente per mezzo di un torrione con ponte levatoio posto sul lato corto, a levante (sull'attuale piazza Castello). Il lato opposto, che volgeva alla roggia Mora e quindi all'esterno del paese, era protetto da due torri cilindriche poste agli angoli, delle quali soltanto quella a sud-ovest si è conservata fino ad oggi.
Gli edifici all'interno delle mura sono formati da due piani e da un mezzanino sottotetto: al piano terra si conservavano il vino e le derrate alimentari, il piano centrale era usato da abitazione mentre l'ultimo era utilizzato come solaio per il deposito dei grani.
I muri sono costruiti con ciottoli di fiume disposti a spina di pesce, intervallati da mattoni, talvolta in funzione anche decorativa.
Alcuni edifici presentano finestre e porte a sesto acuto con pregevoli decorazioni in cotto. All'interno alcune case hanno conservato gli antichi soffitti a cassettoni.
Le abitazioni di maggior pregio possedevano pareti affrescate. Uno di questi affreschi, staccato, è conservato nei musei civici di Novara.
Nonostante i massicci interventi avvenuti nel settecento e ottocento, il castello-ricetto di Ghemme è uno dei meglio conservati del Piemonte e conserva intatta una suggestiva atmosfera.
Nelle cantine ancora oggi viene prodotto e lasciato ad invecchiare il prezioso vino Ghemme DOCG.
La definizione doppia di “castello-ricetto” viene data in quanto quello di Ghemme, nonostante abbia le sembianze di un ricetto, in realtà non è altro che un esteso castello fortificato, in quanto abitato e non usato solo come deposito delle derrate.

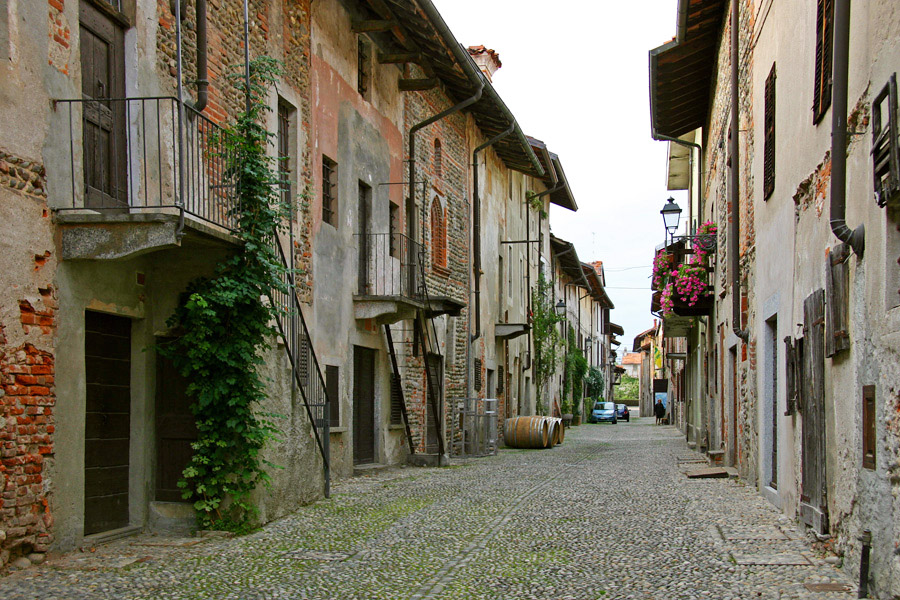
Panorama del castello-ricetto
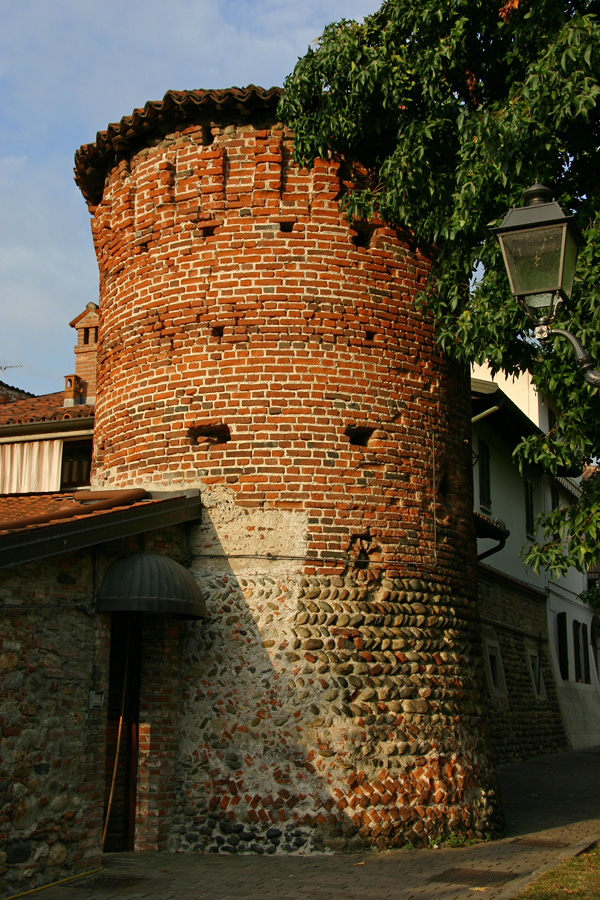
La torretta di sud-ovest
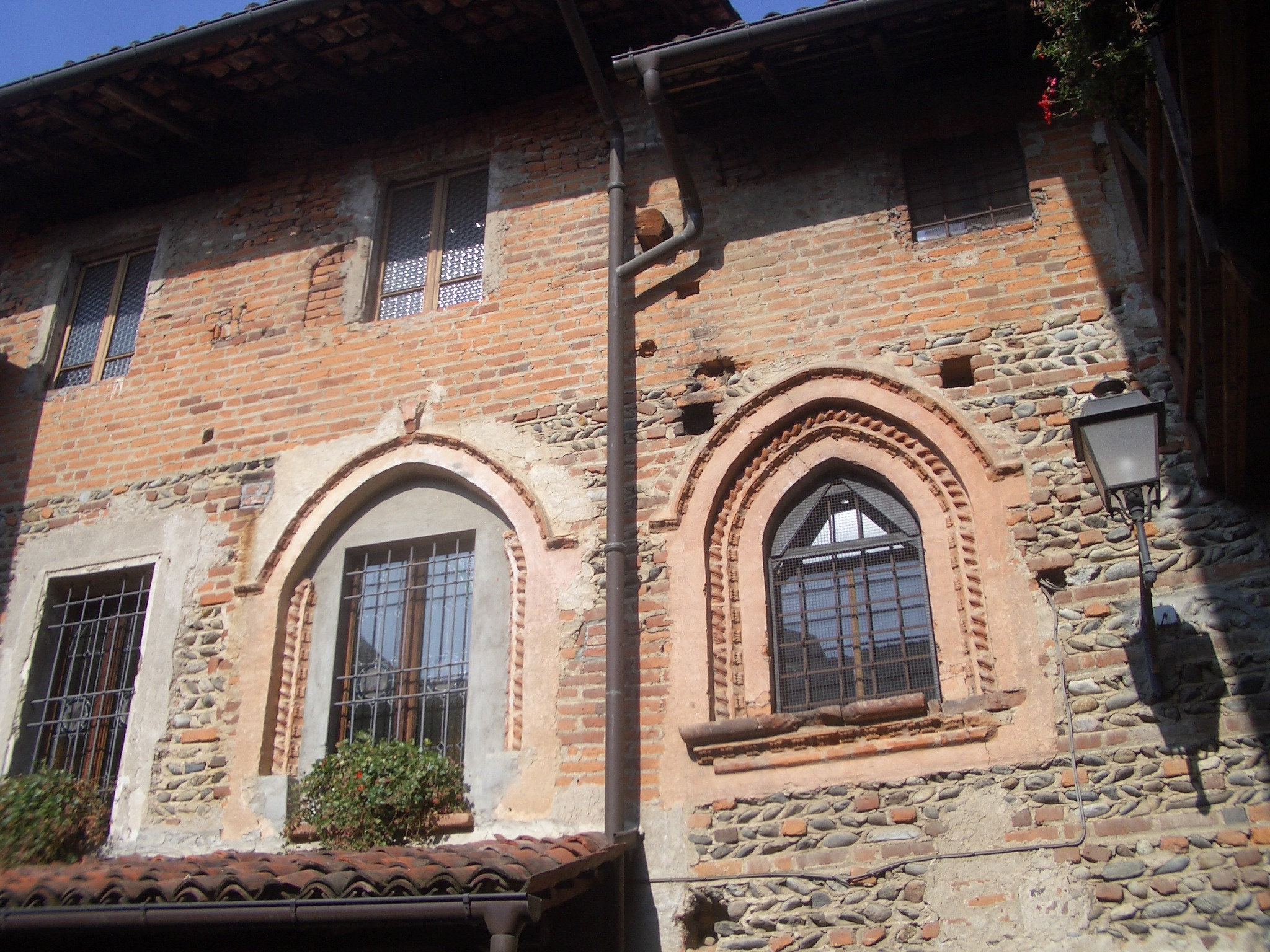
Architettura e decorazione degli edifici
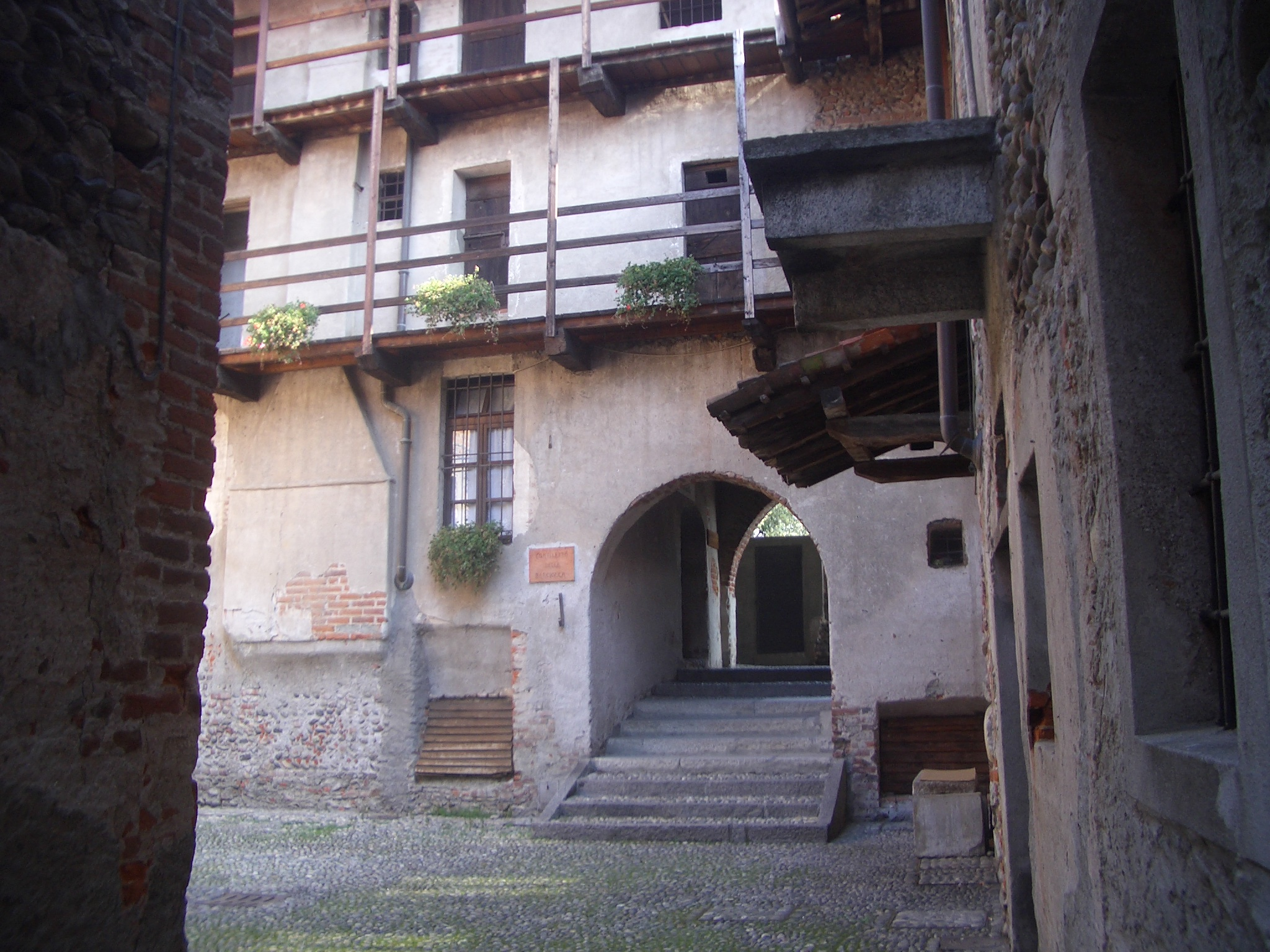
Il cortile interno della "Barciocca"